# Opel Trixx

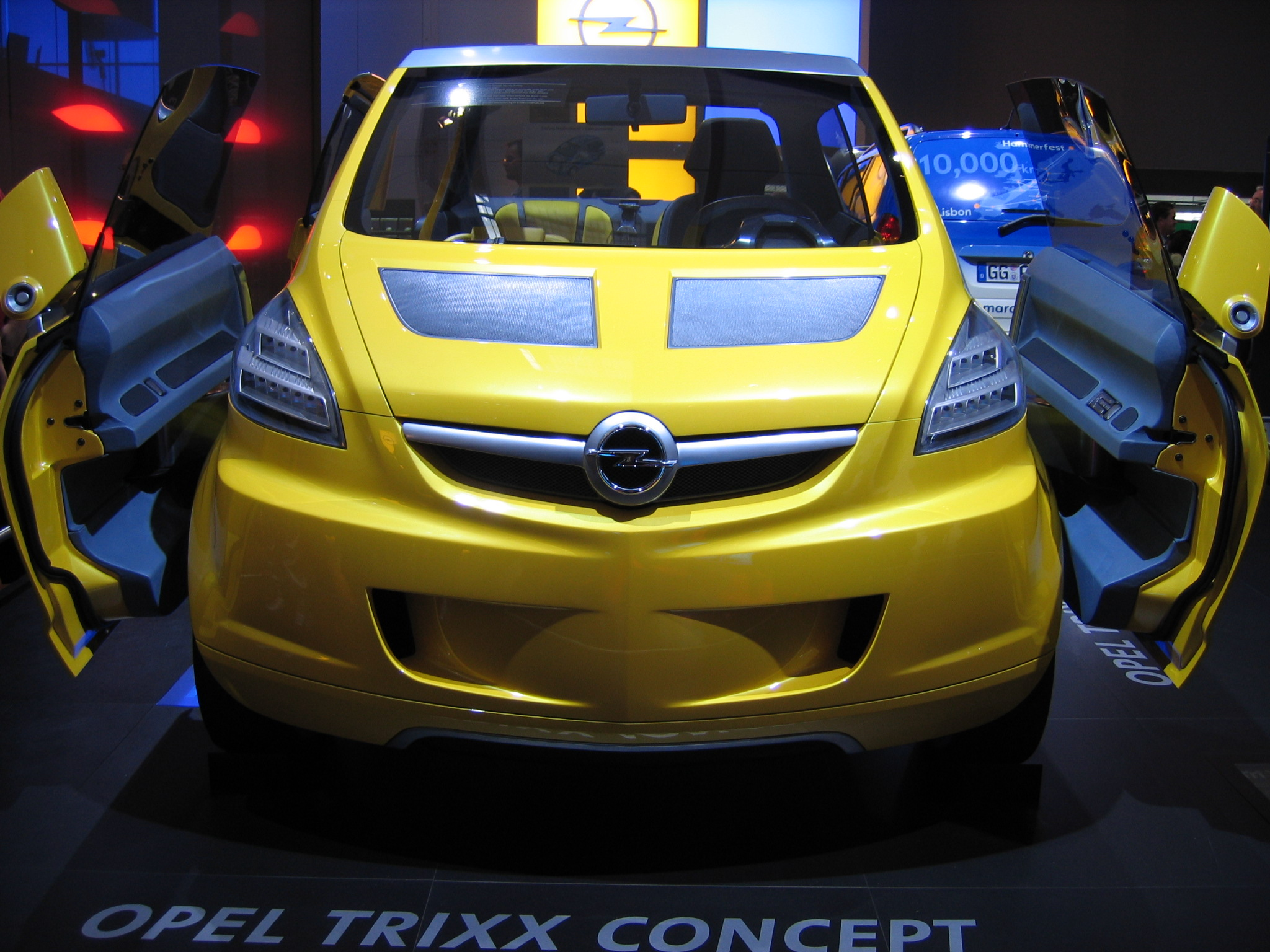
De Opel Trixx op de Mondial de l'Automobile, ofte het autosalon van Parijs, in 2004

De Opel Trixx was een klein, knalgeel prototype van de Duitse automobielconstructeur en General Motors-dochter Opel.
De Trixx, die werd voorgesteld op het Autosalon van Genève in 2004, was zo klein dat het een hint was voor eventuele toekomstige Smart-concurrentie door Opel. Onder de kap zat een 1.3 liter dieselmotor met een topsnelheid van 112,6 km/u. Desondanks het formaat van de wagen, kan hij fietsen vervoeren en had hij een achterbank. De Trixx beschikte over schuifdeuren.